# Arroyo Ñacanguazú
El arroyo Ñacanguazú es un curso de agua de la Provincia de Misiones, Argentina que desagua en el río Paraná.
Nace en la Sierra de Misiones y se extiende en medio de los municipios de Santo Pipó y Jardín América (Departamento San Ignacio). 
Junto a sus afluentes totaliza 42,3 kilómetros de cursos de agua antes de desembocar en el río Paraná. La cuenca abarca una superficie total de 354,00 km².

## Turismo
El principal atractivo de este curso de agua resulta ser el Salto Ñacanguazú, sobre el arroyo homónimo, tiene una caída de unos 10 metros. Se sitúa en las proximidades de Santo Pipó.